# El Salvador (Filippine)
El Salvador è una municipalità di terza classe delle Filippine, situata nella Provincia di Misamis Oriental, nella Regione del Mindanao Settentrionale.
Il Republic Act N. 9435 del 27 giugno 2007 aveva concesso a El Salvador lo status di città; il 18 novembre 2008 la Corte Suprema delle Filippine ha però accolto un ricorso della Lega delle Città delle Filippine annullando la trasformazione in città di 16 municipalità, tra cui El Salvador.
La città è famosa per il Santuario della Divina Misericordia.
El Salvador è formata da 15 baranggay:
- Amoros
- Bolisong
- Bolobolo
- Calongonan
- Cogon
- Himaya
- Hinigdaan
- Kalabaylabay
- Molugan
- Poblacion
- Kibonbon
- Sambulawan
- Sinaloc
- Taytay
- Ulaliman